# Ahvenjärvi (sjö i Enare, Lappland, Finland, lat 68,82 long 28,49)
Ahvenjärvi eller Vuoskujärvet(?) är en sjö i Finland. Den ligger i kommunen Enare i landskapet Lappland, i den norra delen av landet, 1 000 km norr om huvudstaden Helsingfors. Ahvenjärvi ligger 148 meter över havet. Arean är 1,04 kvadratkilometer och strandlinjen är 9,15 kilometer lång. Sjön  ingår i Pasvik älvs huvudavrinningsområde. 